# Elizabeth Gleadle
Elizabeth « Liz » Gleadle (née le 5 décembre 1988 à Vancouver) est une athlète canadienne, spécialiste du lancer du javelot. Elle détient le record du Canada avec 64,83 m.

## Biographie
En 2014, elle remporte le meeting ligue de diamant du British Grand Prix en dominant notamment la tchèque Barbora Špotáková, invaincue cette saison. Sélectionnée dans l'équipe des Amériques lors de la coupe continentale 2014, à Marrakech au Maroc, elle se classe troisième de l'épreuve, derrière Špotáková et Sunette Viljoen. 
Le 10 mai 2015, elle établit à Kawasaki un nouveau record du Canada avec 64,83 m. Le 21 juillet, elle décroche l'or des Jeux panaméricains devant son public canadien, grâce à un jet à 62,83 m. Elle termine 11e des mondiaux de Pékin le 30 août. 
Le 8 août 2017, elle se classe 12e de la finale des championnats du monde de Londres. Le 29 août, elle remporte le Mémorial Hanžeković avec 63,40 m devant la championne olympique et locale Sara Kolak (61,86 m). 
Le 9 août 2019, elle ne parvient pas à conserver son titre aux Jeux panaméricains de Lima, mais décroche la médaille d'argent avec un jet à 63,30 m, le meilleur jet de sa carrière dans un championnat international, derrière l'Américaine Kara Winger (64,92 m). 
Elle vit à Vancouver et est entraînée par Laurier Primeau.

## Palmarès
| Date | Compétition                   | Lieu             | Résultat | Marque  |
| ---- | ----------------------------- | ---------------- | -------- | ------- |
| 2005 | Championnats du monde cadets  | Marrakech        | 5e       | 50,53 m |
| 2006 | Championnats du monde juniors | Pékin            | 12e      | 48,08 m |
| 2009 | Universiade                   | Belgrade         | 6e       | 58,21 m |
| 2012 | Jeux olympiques               | Londres          | 11e      | 58,78 m |
| 2014 | Jeux du Commonwealth          | Glasgow          | 5e       | 60,69 m |
| 2014 | Coupe continentale            | Marrakech        | 3e       | 61,38 m |
| 2015 | Jeux panaméricains            | Toronto          | 1re      | 62,83 m |
| 2015 | Championnats du monde         | Pékin            | 11e      | 59,82 m |
| 2017 | Championnats du monde         | Londres          | 12e      | 60,12 m |
| 2017 | Ligue de diamant              | Ligue de diamant | 8e       | 59,06 m |
| 2018 | Jeux du Commonwealth          | Gold Coast       | 4e       | 59,85 m |
| 2019 | Jeux panaméricains            | Lima             | 2e       | 63,30 m |
| 2022 | Championnats du monde         | Eugene           | 9e       | 59,59 m |

## Records
| Épreuve           | Performance  | Lieu     | Date        |
| ----------------- | ------------ | -------- | ----------- |
| Lancer du javelot | 64,83 m (NR) | Kawasaki | 10 mai 2015 |